# Голохвастов, Иван Демидович Меньшой
Иван Демидович Голохвастов Меньшой — ближний комнатный стольник, постельничий, воевода и окольничий во времена правления Алексея Михайловича, Фёдора Алексеевича, правительницы Софьи Алексеевны, Ивана V и Петра I Алексеевичей.
Сын родоначальника 4-й ветви дворянского рода Голохвастовых — Демида Голохвастова. Имел трёх братьев: комнатные стольники Иван Большой и Пётр, а Иов Демидович думный дворянин и окольничий.

## Биография
Стольник, служил у государева стола (1658). Ближний комнатный стольник (1660-1690). Ездил за царём (1674-1679), ездил за государём за постельничего (1674-1675). Начальник походных стольников и стряпчих (1674). Пожалован в думные дворяне (1676-1686). Воевода в Вологде (1677). Упомянут стольником (1686). Пожалован в окольничие (1690-1692). Умер († после 1692).
Жена: Евдокия Алексеевна NN, сваха с кикою на 2-й свадьбе царя Алексея Михайловича (22.01.1671). По родословной росписи показаны бездетными.